# Rosväxter
Rosväxter (Rosaceae) är en familj med ett- eller fleråriga örter, eller lövfällande buskar eller träd. 
Familjen har idag 107 släkten och 3100 arter spridda över hela världen. I Sverige finns 22 släkten och över 80 arter.
Hit hör bland annat rosor, hagtornar, häggmisplar, oxbär, hägg, slån, aronia, rönn, oxel, kerria, eldtorn, purpurrosenapel, praktspirea, humleblomster och fjällsippa. 
Även många vanliga bär och frukter som äpple, päron, jordgubbe, smultron, hjortron, hallon, åkerbär, björnbär, plommon, persika, slånbär och körsbär hör till familjen rosväxter.